# 고스티바르시

고스티바르 시의 위치

고스티바르시(마케도니아어: Општина Гостивар, 알바니아어: Komuna e Gostivarit)는 마케도니아 공화국 서부에 위치한 지방 자치체로 행정 중심지는 고스티바르이며 면적은 513.39km2, 인구는 81,042명(2002년 기준)이다. 남쪽으로는 마브로보 로스투샤 시와 키체보 시, 동쪽으로는 마케돈스키브로드 시, 북쪽으로는 브르베니차 시, 브랍치슈테 시와 접하며 서쪽으로는 알바니아, 코소보와 국경을 접한다.